# Кардозаш
Кардозаш (порт. Cardosas; МФА: [kaɾ.ˈdo.zɐʃ]) — парафія в Португалії, у муніципалітеті Арруда-душ-Вінюш. Розташована в західній частині країни, на теренах історичної португальської провінції Ештремадура. Входить до складу округу Лісабон. За адміністративним поділом, чинним до 1976 року, терени парафії були складовою провінції Ештремадура. Належить до Лісабонського патріархату Католицької церкви. Патрон — святий Михаїл. Площа — 6,0128 км². Населення — 836 ос. (2011). Слабо урбанізований регіон. Густота населення — 139,04 осіб/км²
. Код — 110203.

## Населення
| Кількість мешканців | Кількість мешканців | Кількість мешканців | Кількість мешканців | Кількість мешканців | Кількість мешканців | Кількість мешканців | Кількість мешканців | Кількість мешканців | Кількість мешканців | Кількість мешканців | Кількість мешканців | Кількість мешканців | Кількість мешканців | Кількість мешканців |
| ------------------- | ------------------- | ------------------- | ------------------- | ------------------- | ------------------- | ------------------- | ------------------- | ------------------- | ------------------- | ------------------- | ------------------- | ------------------- | ------------------- | ------------------- |
| 1864                | 1878                | 1890                | 1900                | 1911                | 1920                | 1930                | 1940                | 1950                | 1960                | 1970                | 1981                | 1991                | 2001                | 2011                |
| 679                 | 569                 | 657                 | 729                 | 791                 | 744                 | 754                 | 815                 | 777                 | 698                 | 713                 | 728                 | 716                 | 746                 | 836                 |